# 大谷健児
大谷 健児（おおたに けんじ、1988年5月15日 - ）は、映画監督、詩人、シンガーソングライター、ラジオパーソナリティー。

## 人物
東京都大田区生まれ。平成16年3月、日本大学明誠高等学校卒業。平成23年3月、日本大学経済学部経済学科卒業。指揮者の大谷研二とは別人。

## 経歴
2010年、日本大学経済学部経済学科在学時『憂害図書』を刊行。
2011年、短編小説『追懐の墓標』にて、日大文芸賞佳作第一席を授賞。2014年より、ひきこもり当事者を中心とする生きづらさ系フェス『布団の中のアーティスト』に継続して出演している。
現在はMCを担当。2015年、自主レーベル「ノータリンレコード」より、1stシングル『ベビーカーを蹴り飛ばせ』をリリース。

## 著書
- 憂害図書(2010年5月1日、日本文学館)ISBN978-4-7765-2234-8[CD]
- ベビーカーを蹴り飛ばせ(2015年)